# Sundancer
Sundancer war der dritte Prototyp eines Raumstationsmoduls, das von dem privaten Unternehmen Bigelow Aerospace (BA) in den Weltraum transportiert und getestet werden sollte. Wie bei der Genesis-Reihe basierte die Technologie auf der Transhab-Studie. Der Start des Modules wurde zuletzt für 2015 vorgesehen, 2011 aber schlussendlich gestrichen und durch den Nachfolger BA 330 ersetzt.

## Hintergrund
Sundancer war ursprünglich als vierter Prototyp geplant. Jedoch führten nach Aussage von Robert Bigelow steigende Transportkosten und die Erfolge mit Genesis 1 und 2 zur Streichung der Galaxy-Mission. Das Galaxy-Modul sollte von den Ausmaßen her doppelt so groß wie die Genesis-Module (nutzbares Volumen 11,5 m³) und kleiner als das Sundancer-Modul (Volumen Gesamt 180 m³) sein. Nachdem der Start von Sundancer mehrere Male verschoben wurde und 2015 mit der Falcon 9 von SpaceX hätte erfolgen sollen, wurde die Mission zugunsten des Nachfolgers BA 330 gestrichen.
In den ersten sechs bis neun Monaten nach dem Start wären bei Sundancer Systemtests durchgeführt worden. Danach wäre dieser für Raumfahrer zugänglich gewesen, falls ein entsprechend wirtschaftliches Transportsystem zur Verfügung stehen sollte. Wären die bemannten Missionen zu Sundancer erfolgreich gewesen, würde dieser als Ausgangspunkt zum Aufbau des Komplexes mit einem Knotenpunkt, einem Antriebsbussystem und den BA-330-Modulen dienen. Der Knotenpunkt wäre zum Andocken der BA-330-Module gedacht.

## Systeme und Konfiguration
Das Sundancer-Modul wäre mit einem voll funktionsfähigen Lebenserhaltungssystem ausgestattet gewesen. Erste Test dafür wurden 2010 begonnen. Weiterhin war ein Bahn- und Lageregelungssystem und ein Antriebssystem vorgesehen. Aus diesem Grund hätte das Modul auch als Raumstation bezeichnet werden können, da dieses die primären Funktionen einer Raumstation bereitstellt bzw. bereitstellen soll. Nach dem Eintritt in den Orbit, hätte das Aufblasen des Moduls auf einen Durchmesser von 6,3 m und einer Länge von 8,7 m begonnen. Das Modul mit seinen 180 m³ hätte kurzfristig Platz für sechs und langfristig für drei Personen geboten. Es hätte, nach Aussage von BA, einen gleichwertigen oder besseren Strahlungsschutz als die ISS und einen besseren Ballistikschutz vor Weltraummüll und Mikrometeoriten als ein übliches „Aluminium-Zylinder-Raumstationsmodul“ besessen. Sundancer hätte außerdem zwei Antriebssysteme gehabt, auf der Bug- und Heckseite. Der Heckantrieb wäre wieder auffüllbar und wieder verwendbar gewesen. Die Energieversorgung wäre über Solarmodule und Akkumulatoren erfolgt. Für zukünftige Besucher hätte Sundancer als erstes Modul von BA vier Fenster für die irdische und überirdische Aussicht geboten. Das Grundkonzept des Stationsaufbaus wäre die Autonomie der einzelnen Module gewesen, d. h. jedes Modul hätte die gleichen Hauptsysteme (Lebenserhaltung, Lageregelung, Energieversorgung, …) wie die anderen Module besessen.